# Zoutkoepel Gorleben
De zoutkoepel Gorleben is een diepe geologische eindopslagplaats voor radioactief afval in een zoutkoepel in Gorleben, in het district Lüchow-Dannenberg in het uiterste noordoosten van Nedersaksen.
Op 28 september 2020 heeft de Duitse overheid na 40 jaar onderzoek (kosten 1,6 miljard euro) de zoutkoepel Gorleben ongeschikt verklaard.

## Selectie van de locatie
Aan het einde van 1973 begon de zoektocht naar een definitieve zoutkoepellocatie voor opslag. Het plan was een opslagplaats voor alle soorten radioactief afval in een zoutkoepel. Vierentwintig zoutkoepels werden overwogen. De federale overheid heeft het bedrijf KEWA (Kernbrennstoff-Wiederaufarbeitungs-Gesellschaft) verzocht om een locatie te zoeken.
Op 1 juli 1975 heeft de KEWA drie locaties in Nedersaksen voorgesteld voor verder onderzoek: de zoutkoepels Lutterloh, Lichtenhorst en Wahn. De locatie Gorleben is niet de beste keuze in deze categorie. Het onderzoek van de locaties begon met het boren van gaten. In november 1976 heeft het kabinet van Nedersaksen aan de federale regering gevraagd om de drie locaties te onderzoeken, zodat zij een locatie uit kon kiezen.
In februari 1977 heeft het kabinet van Nedersaksen de zoutkoepel Gorleben aangewezen als de locatie voor opslag en als afvalcentrum. De keuze van Gorleben was het werk van een projectgroep dat 140 zoutkoepels binnen een paar maanden onderzocht. Van deze 140 zoutkoepels bleven er vier over: Lichtenhorst, Wahn, Maria Glück (Höfer) en Gorleben. Van deze vier is Gorleben gekozen. De selectiecriteria waren onder andere, het grondgebruik, de bevolkingsdichtheid, de straling en depot geologie.
Vandaag de dag dient opgemerkt te worden dat geowetenschappelijke argumenten slechts een kleine rol speelden. Als voorbeeld, de zoutkoepel Höfer (Maria Glück) is te klein voor een opslagdepot, maar bereikte wel de laatste ronde van de selectie. Het uiteindelijke besluit voor Gorleben was volgens de voormalige premier van Nedersaksen Ernst Albrecht vooral structureel voor de economische ontwikkeling van het gebied. Achteraf werd duidelijk dat de originele en methodologisch juiste aanpak — het parallel onderzoeken van drie potentieel geschikte zoutkoepels en een vergelijkende evaluatie van de resultaten — werd verlaten door de keuze voor Gorleben. In de periode 1979-2000 is er 1,5 Miljard Euro aan onderzoek uitgegeven aan Gorleben.
Veiligheidsgeoriënteerde geowetenschappelijke argumenten werden genegeerd bij de evaluatie van Gorleben. Het gebrek aan transparantie en verantwoording van de beslissing voor Gorleben is nog steeds een van de redenen waarom de oppositie naar de locatie zo heftig is.

## Oppervlakte-exploratie
De exploratie van de bovenlaag van de Gorleben-locatie begon in april 1979 en duurde tot 1983. Het onderzoek had betrekking op het boren van 44 gaten in het zout, geofysische onderzoeken inclusief reflectie-seismische metingen, hydrogeologische studies, ongeveer 500 ontsluitings- en grondwaterstandboringen, vier diepe boringen tot ongeveer 2000 meter aan de randen van de zoutkoepel en twee schachtboringen tot ongeveer 1000 meter diepte om de uitgangspunten van het geselecteerde slot te bevestigen, een seismisch netwerkstation om de aardbevingsactiviteit te controleren, evenals tal van andere studies.
De exploratie-resultaten en de evaluatie daarvan werd uitgevoerd in twee rapporten van de Physikalisch-Technische Bundesanstalt (1983) en het Federaal Bureau voor stralingsbescherming (1990) en zijn hieronder samengevat.
Volgens (PTB 1983): "Een eerste evaluatie van de topmassa in termen van zijn functie als barrière voor potentieel verontreinigd grondwater blijkt dat de voorkomende kleisedimenten in de centrale gebieden van het zoutgebied in Gorleben geen indicatie geeft dat het kan functioneren als een permanente barrière om besmetting van de biosfeer te voorkomen. "
Deze beoordeling geldt nog steeds en wordt aangevuld met andere negatieve kenmerken van het gebied, zoals de vervroegde selectieve subrosie en de korte tijd die nodig is voor het grondwater van de zoutkoepel om de biosfeer te bereiken.
De verwachting dat een van de topmassa's zou kunnen worden gebruikt als een barrière werd niet vervuld. Daarna was er een verandering in de veiligheidsfilosofie: het belang van de topmassa als barrière tegen de verspreiding van radio-isotopen is ingetrokken en in ruil daarvoor werd enkel de zoutkoepel gebruikt als cruciale barrière. Op basis van deze wijziging in de veiligheidsfilosofie werd de ondergrondse exploratie gestart.

## Ondergrondse exploratie
In 1986 werd gestart met het boren van schacht 1 en in oktober 1996 is de verbinding gemaakt tussen schacht 1 en schacht 2 op 840 meter diepte. De belangrijkste doelstelling van de ondergrondse exploratie was de detectie van steenzout zoals overkoepelend anhydriet dat nodig is voor de definitieve opslag. Geowetenschappelijke en geotechnische onderzoeken, alsook bergtechnische metingen en experimenten werden gedaan. De resultaten tot nu toe kunnen als volgt worden ingedeeld volgens het Federale Instituut voor Geowetenschappen en Natuurlijke Hulpbronnen (BGR 1998) :
- In het grensgebied tussen de kern en de zuidelijke flank van de zoutkoepel zijn sterk gedeformeerde lagen en de dikte is afgenomen. Gebieden zonder overkoepelend anhydriet en samenhangende lagen. Het overkoepelende anhydriet is vervallen in afzonderlijke platen. Grote geïsoleerde oplossing en gasreserves zijn mogelijk in het overkoeplend anhydriet.
- Tussen de kern-zone en de noordelijke zoutkoepel vallen de grensgebieden in plooien, de betreffende lagen zijn grotendeels nog steeds in hun oorspronkelijke vorm. Het overkoepelend anhydriet is gebroken, maar niet ontleed in afzonderlijke lagen.
- De Kern-zone van het zoutgebied met overkoepelend zout: Hier is een eenvoudige oplossing zonder oplossing en gasreserves.
- In de boorgaten in de buurt van het grensgebied van Zechstein 2/Zechstein 3 bevinden zich intensieve vouwen in de lagen met een hoge reductie van de dikte. In het grensgebied Staßfurt te Zechstein 3 zijn gedeeltelijk vervorming hersteld door secundaire steenzouten. Beperkte oplossing en gasreserves kunnen zich voordoen in het verstoorde gebied maar zonder verbindingen met het zout.

## Het Gorleben moratorium
In het akkoord op 14 juni 2000 tussen de federale overheid en de energiebedrijven voor het uitfaseren van kernenergie is ook een moratorium op de geplande opslagplaats Gorleben overeengekomen. Volgens het akkoord zou de exploratie van Gorleben om conceptuele en veiligheidsvragen te beantwoorden worden geschorst voor ten minste drie jaar, met een maximum van tien jaar.
Het prototype voor de definitieve opslag om conceptuele en veiligheidsvragen te verduidelijken Schacht Asse II kwam in 2008 in het nieuws met pekel besmet met radioactief cesium-137, plutonium en strontium.